# Denigomodu
Denigomodu – jeden z dystryktów administracyjnych Nauru. Położony jest w zachodniej części wyspy i ma on powierzchnię 1,18 km². W 2002 roku zamieszkiwały go 2673 osoby.
Dystrykt Denigomodu jest w dużej mierze osiedlem robotników pracujących dla Nauruańskiej Korporacji Fosforytowej (RONPHOS).
Z Denigomodu pochodzi Angelita Detudamo, nauruańska tenisistka, reprezentantka Oceanii w Pucharze Federacji.